# Олон Овоо (посёлок)
Олон Овоо (посёлок) — деревня в провинции Дорнод Монголии.
В 2017 году из станции «Олон Овоо» аймака Дорноговь в экспериментальном порядке началась перевозка угля по железной дороге до китайского морского порта Тяньцзинь

## Достопримечательности
- Живописная смотровая площадка;
- Железнодорожная станция.